# 土卫六—土星系统任务
土卫六－土星系統任務（Titan Saturn System Mission）是NASA和ESA基於目前進行的卡西尼－惠更斯號任務透露的許多複雜現象，提出的聯合探測土星、土衛六和土衛二的企劃案。NASA估計將耗費25億美金的TSSM預定在2020年發射，經由金星和地球獲得的重力助推，可望於2029年抵達土星系統。主要的任務為期4年，包括2年的土星之旅、2個月的土卫六空探採樣階段、和20個月的土卫六軌道階段。

## 緣起和現狀
土卫六－土星系統任務在2009年1月得到核准，並且合併了ESA的土卫六和土卫二任務（TandEM）與NASA的土卫六探測2007研究案，但是這兩個案件合併的概念可以追溯至2008年初。 TSSM從提案開始就與木卫二－木星系統任務（Europa Jupiter System Mission，EJSM）競爭資金，然而在2009年2月宣布與NASA合作，就在ESA的資金獲得上領先了EJSM，儘管TSSM需要繼續研究並且在較後的時間，可能在2020年才發射。詳細的任務評估報告以及稱為土卫六海洋探測（Titan Mare Explorer，TiME）的湖泊登陸載具和特定的概念，已經在2009年的2月和10分別發布。

## 任務回顧

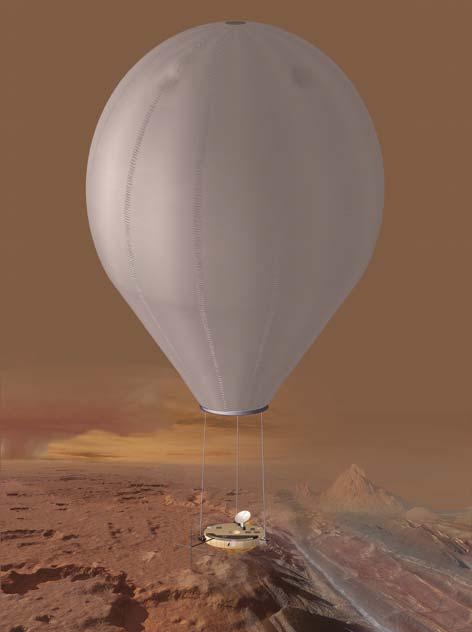
以孟高爾費(熱氣球)環繞土卫六是任務計畫中的一部分。

TSSM任務包括一個軌道載具和兩個土卫六探測器：一個孟高爾費（熱氣球），將漂浮在土卫六的雲系中，和一個將濺落在某一個甲烷海中的登陸載具。
這兩個探測器都將由軌道載具攜帶到土卫六，它們將配備研究土卫六外觀的儀器，包括成像儀和雷達斷面儀，以及進行表面和大氣層的樣品分析，將會做得比卡西尼－惠更斯號任務更為完整。
太空船將飛越其它行星，進行幾次重力助推，使它能夠抵達土星。設計的基線是在2020年9月發射，然後進行4次的重力助推（地球-金星-地球-地球），在9年後的2029年10月抵達土星。這是在2018年至2022年間，可從地球前往土星轉移的選項之一。不過目前TSSM還不是NASA優先考慮的計畫事項，而且也不滿意任何目前擬議中的發射日期。
在2029年10月抵達土星之後，軌道載具的化學推進系統將讓飛行器進入環繞土星漫遊的階段，特點是布署元素就位，在繞行土星兩年的階段，至少近距離的飛越恩塞拉都斯7次和土卫六16次。在這個階段，多次的衛星重力助推和部署，可以減少進入土卫六軌道所需要的能源。在完成飛越恩塞拉都斯之後，軌道載具將分析這顆衛星南極不尋常的冰火山卷流。
孟高爾費，一顆熱氣球，將在第一次接近土卫六的飛越時，以彈道釋放至土卫六的大氣層，從2030年4月至2030年10月，進行6個地球月的任務。依據卡西尼-惠更斯號的發現，孟高爾費在它的生命週期內，應該可以在它被部署的緯度，北緯20度，距離土卫六表面10公里以上，至少環繞土卫六一次。

### 湖泊登陸載具（The lake-lander）

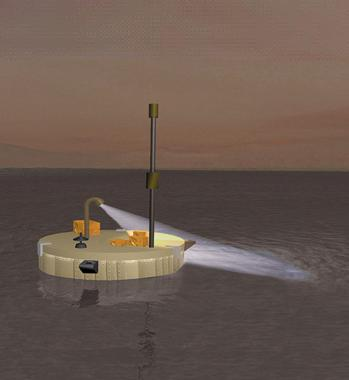
泰坦海洋探测器(时间号)，其中，如果延遲的夠久，可能成為土卫六-土星系統任務(TSSM)的湖泊登陸載具。

許多企劃已經提出湖泊登陸載具的觀念。到目前為止最詳細的是泰坦海洋探测器（TiME），他原本是一個單獨的偵察任務，但被延後並包括在TSSM內。如獲批准，他將在第二次飛越土卫六時從軌道載具釋放。由於土卫六的霾層和到太陽的距離，登陸載具無法從太陽能板獲得能源，它將依靠新的先进斯特林放射性同位素发电机（ASRG），這是一個原型機，目的在提供登陸載具的電路和其他行星任務可用的長效能源。登陸載具的目標是一個在北極，大約是北緯79度的麗姬亞海。探測器將像2005年的惠更斯號一樣，使用降落傘下降。大約數小時後，它會濺落在液體的表面，這將是首次有漂浮的裝置探測地球以外的海。以鈈為動力的飛行器主要功能是在為期3至6個月，包括在大氣層下降的6小時，的生命期中，探測和分析表面上的有機物。

## 科學目標和目地
TSSM任務的主要目標可以歸納為下面4項：
- 系統性的探測土卫六
- 研究土卫六的有機物和天體生物學的潛力
- 整合土卫六的起源和演化的模型
- 再確認土星的磁氣圈和土衛二的資訊。

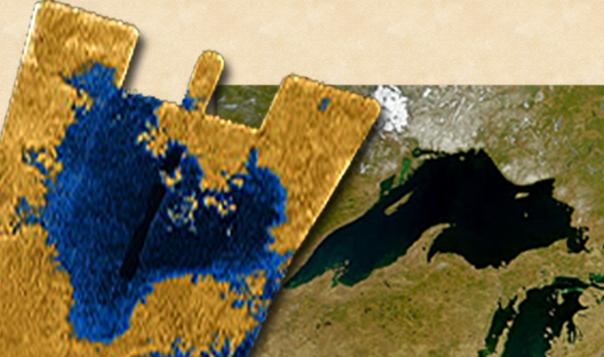
地球上的蘇必略湖和麗姬亞海面積的比較。

對土卫六，科學目標將是提供各方面的資訊，像是表面成分和各種有機物在地理上的分布；甲烷的循環和儲藏量；表面特徵的年齡，特別是冰火山活動和構造，目前是積極進行還是過去更積極的遺跡；氨是存在還是不存在，磁場和地下的海洋；在化學上如何導致高層大氣上形成複雜的離子；和在大氣層，從400-900公里，很大高度範圍內，在卡西尼之後仍然缺乏探測。此外，關於不同的季節變化中各層大氣層的變化，和長期逃逸至太空的機制都仍然未被了解。
泰坦海洋探测器的登陸載具會濺落在麗姬亞海，一個在土卫六北半球的甲烷海。相信土卫六的甲烷循環類似於地球的水循環，與現有氣象工作中流體存在著氣體和液體階段。土卫六海探測將可以直接辨識土卫六的甲烷循環，和協助了解它與地球水循環的異同之處。然而，有關甲烷的來源和再補充的問題仍然沒有答案。這個世界是建立在有機物的活動，和卡西尼－惠更斯的研究結果表明地質和大氣作用平衡的這個世界是太陽系中與地球最相似的。加上，卡西尼發現內部的海洋，在濃厚的大氣層和地層下方深處被認為很大程度上是由液體水所組成。TSSM 將是50年來的太空探測中，首度廣泛的和跨學科的在另一個世界的地上、海上、和空中，就定位的調查有機化學活動和氣候的任務。

## 外部連結
- Joint NASA/ESA report on the TandEM/TSSM mission （页面存档备份，存于）
- TSSM official site （页面存档备份，存于）
- TandEM official site
- Cassini/Huygens Mission – NASA
- NASA podcast on the TSSM （页面存档备份，存于）